# كونتراست
كونتراست (بالإنجليزية: Contrast)، هي لعبة فيديو، وهي من تصنيف ألغاز ومنصات، حيث تعمل لمنصات التشغيل بلاي ستيشن 3، بلاي ستيشن 4، إكس بوكس 360، إكس بوكس ون ومايكروسوفت ويندوز، وهي من تطوير ستوديو كومبوليشن غيمز الكندية ومن نشر فوكس هوم انتراكتيف، صدرت اللعبة في الأسوق سنة 2013.

## المواقع الخارجية
- الموقع الرسمي بالانكليزيه
- منتدى لعبة كونتراست نسخة محفوظة 23 نوفمبر 2013 على موقع واي باك مشين.
- Interview with Compulsion Games